# Alta fedeltà
Alta fedeltà, detto anche Hi-Fi (dall'inglese High Fidelity), è un termine generico che indica prodotti audio e video di qualità superiore.
La nascita del termine si fa risalire al 1937, anno in cui la RCA, detentrice del brevetto sul tetrodo a fascio, realizzò una valvola che, nelle sue innumerevoli varianti, finì per equipaggiare una infinità di apparati audio dagli anni trenta fino ai giorni nostri: la 6L6. Apparvero immediatamente una serie di amplificatori di potenza elevata ed alta qualità, al punto che lo slogan dell'Olympia Radio Show di quell'anno fu "This Is The Year of High-Fidelity". Il termine iniziò ad essere utilizzato dagli appassionati di musica per indicare delle apparecchiature per la riproduzione del suono dotate di qualità superiore alla media. Si è particolarmente diffuso con l'avvento della stereofonia, che per le sue caratteristiche, rendeva l'effetto di diafonia del suono naturale, garantendo una qualità di ascolto superiore ma imponendo necessariamente una maggiore qualità delle apparecchiature di riproduzione.
Gli strumenti hi fi non ebbero molto successo appena lanciati sul mercato, ma ci vollero almeno dieci anni di tempo prima che diventassero oggetti usati da tutti.

## Il marchio Hi-Fi
Negli anni settanta/ottanta, la grande diffusione di impianti per la riproduzione del suono sempre più sofisticati, ha portato alla decisione di mettere ordine nella dilagante diversificazione delle soluzioni tecniche adottate dai vari costruttori, stabilendo delle norme meccaniche e parametri elettrici definiti standard, in conformità ai quali, un apparecchio poteva essere considerato a pieno diritto Hi-Fi (vedi norme DIN e RIAA).

## Hi-end (High End)
In concomitanza con la richiesta degli appassionati più esigenti ed alla sempre maggiore diffusione e versatilità della componentistica elettronica, sul finire degli anni ottanta fecero la loro comparsa sul mercato macchine (termine usato in campo professionale) il cui progetto, ingegnerizzazione e prestazioni, era allo "stato dell'arte"; nasceva l'Hi-end (in inglese High End), una nuova fascia di mercato in cui si pongono tuttora le apparecchiature audio realizzate senza limiti di costo ed avendo come unico obiettivo quello di ottenere le massime prestazioni utilizzando quanto di meglio offre la tecnologia del momento. Parallelamente, in modo lento ma costante, il termine "Hi-Fi" ha perso la sua iniziale autorevolezza, decadendo a rappresentare prodotti situati nella fascia medio-bassa del mercato.

## Qualità del suono
La qualità audio di qualsiasi dispositivo preposto al trattamento del suono, può essere misurata in laboratorio utilizzando appropriati strumenti, per mezzo dei quali si possono rilevare molti parametri acustici, elettrici e meccanici, che quantificano la qualità dell'apparecchio. La rivista "Suono" nata negli anni settanta, fu la prima in Italia a introdurre le misure tecniche degli apparecchi in prova ed a dotarsi di un laboratorio dedicato a questo scopo.

## Principali parametri di valutazione delle apparecchiature Hi-Fi
- Rapporto segnale/rumore
- rapporto dinamico
- Potenza
- Slew rate
- Risposta in frequenza (e linearità della stessa)
- Distorsione armonica totale (THD)
- Distorsione di intermodulazione (IMD)
- Wow and Flutter e Rumble (in giradischi e registratori)
- Fattore di smorzamento
- Fattore di separazione fra i canali (diafonia)

## Valutazione della fedeltà: prove indoppio cieco

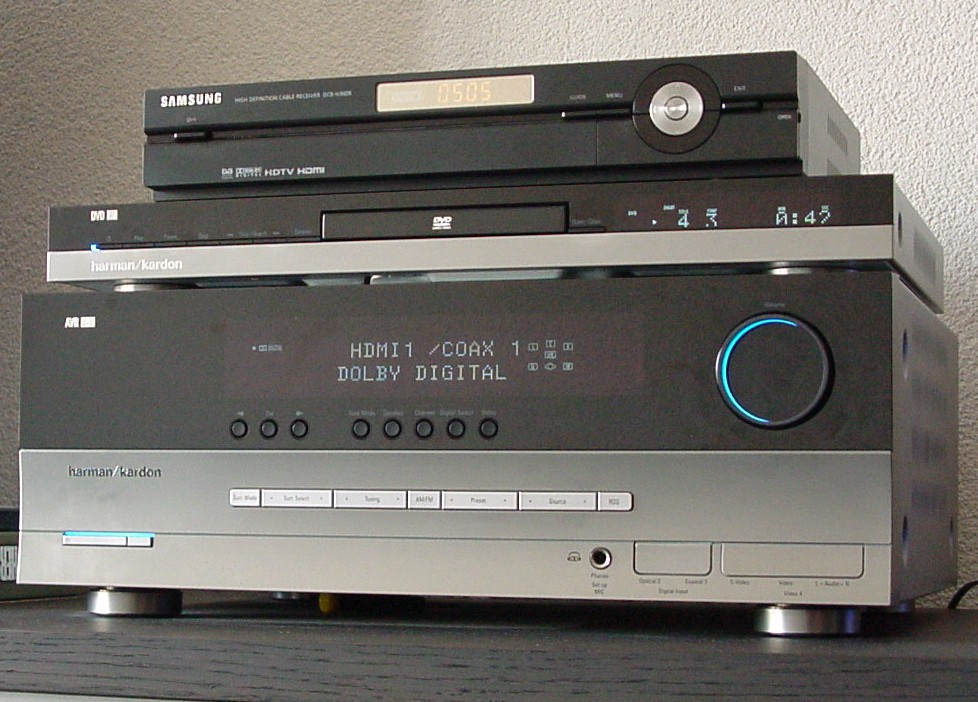
Esempio di micro Hi-Fi

In ambito scientifico il test in doppio cieco è una metodologia di prova di uso corrente tanto che sin dal 1960, per l'approvazione di nuovi medicinali, essa è stata resa obbligatoria.
In ambito audio, se la prova in singolo cieco degli altoparlanti era stata usata per un certo numero di anni da Floyd E. Toole al National Research Council of Canada, la prova in doppio cieco degli amplificatori è stata descritta per la prima volta negli Stati Uniti da Daniel J. Shanefield nel novembre del 1974, nel bollettino della Boston Audio Society. La notizia raggiunse il grande pubblico, attraverso la rivista High Fidelity, solo nel marzo del 1980, mentre oggi il confronto in doppio cieco è una procedura standard per tutti i professionisti. Un miglioramento, oramai comunemente in uso, di questa prova è il confronto ABX.
Esso consiste nel paragonare due fonti audio conosciute (A e B) ad una terza (X) selezionata di volta in volta a caso tra le prime due. La prova e le relative apparecchiature necessarie sono state sviluppate al Southeastern Michigan Woofer and Tweeter Marching Society (SMWTMS), una organizzazione semi-professionale con base a Detroit, che è molto attiva nel campo dei test in doppio cieco di nuovi componenti audio. 
I detrattori di questa metodologia ne contestano l'uso, sostenendo che tale prova è stressante e che, forse a causa di questo stress, non si potrebbero distinguere le differenze sottili tra apparecchiature di classe superiore. La loro tesi è che solo l'ascolto a lungo termine permetta di analizzare a fondo il suono e inoltre che i fautori del doppio cieco si propongano pretestuosamente di dimostrare che tali differenze sottili in realtà non esistano e che coloro che credono di percepirle siano frustrati e vittime delle campagne pubblicitarie. Tuttavia c'è anche chi sostiene che tutti i confronti seri possano essere stressanti e che gli appassionati che hanno pagato prezzi molto alti per i loro apparecchi potrebbero avere una tendenza inconscia a favorirli; di conseguenza la maggior parte dei test professionali viene condotto in doppio cieco.

## La ricerca delrealismo
Quando l'alta fedeltà era limitata alla sola riproduzione monofonica, il realismo nel ricreare le sensazioni di una sala da concerto era molto limitato. I ricercatori si sono presto resi conto che tale approssimazione poteva migliorare riproducendo la musica attraverso più canali di trasmissione. Fu sperimentato, per esempio, che una rappresentazione realistica degli esecutori in una orchestra, da una posizione di ascolto ideale, avrebbe richiesto almeno tre altoparlanti per i canali frontali, mentre per la riproduzione del riverbero si sarebbero resi necessari almeno due altoparlanti disposti dietro o ai lati dell'ascoltatore. La registrazione su supporto di tutti questi canali in sistemi di costo compatibile con la vendita al pubblico erano al di là delle possibilità della tecnologia dei primi anni cinquanta.
Il suono stereofonico ha fornito una soluzione parziale al problema di generazione di un certo realismo nella riproduzione dei molti strumenti in una orchestra permettendo la creazione di un canale centrale fantasma quando l'ascoltatore si siede esattamente nel mezzo dei due diffusori frontali. Tuttavia qualora l'ascoltatore si muovesse verso un lato questo canale fantasma svanirebbe o la sua efficacia si ridurrebbe notevolmente. Con l'intento di mitigare questo effetto, e soprattutto di espandere la sensazione di realismo della ricostruzione dell'evento nelle 3 dimensioni, alcuni costruttori a cavallo tra gli anni ottanta e novanta hanno realizzato diffusori caratterizzati da emissione sonora in ambiente opportunamente controllata. Alcuni esempi, certamente non esaustivi dei molti studi fatti:
- Direct Reflecting – che si propone la ricostruzione di un “campo riverberato” ricco ed in qualche misura più vicino all'originale
- Stereo Dimensional Array (SDA) – cancellazione della diafonia interaurale
- Distributed Spectrum Radiation (DSR) – Ampliamento dell'area ottimale di ascolto ed ampliamento della sensazione di dimensione verticale dell'evento (ideato e implementato negli anni settanta dall'Ing Renato Giussani nella Serie 7 ESB)
- Natural Perspective System ed altri – evoluzione del DSR ma con maggiore correttezza nel fornire illusione di tridimensionalità (anche questo progetto ideato e implementato negli anni novanta dall'Ing Renato Giussani nella serie NPS)

Un tentativo di provvedere alla riproduzione del riverbero è stato fatto negli anni settanta attraverso la quadrifonia. La tecnologia a quel tempo era però, ancora una volta, immatura e permanevano nel sistema diversi difetti intrinseci che, rendendo marginali i miglioramenti del realismo a fronte di un aggravio di costi economici e di spazio, ne ostacolarono la diffusione. Recentemente, la raggiunta maturità dei sistemi digitali e l'aumento della popolarità dell'Home Theater, ha stimolato nuovamente la diffusione di sistemi multicanale. I miglioramenti fatti nel campo dei processori di segnale hanno aumentato il realismo e, conseguentemente, gli aggravi di costi e spazio sono più tollerati dagli appassionati.
Per ottenere un buon realismo la riproduzione deve, in aggiunta alle componenti spaziali, essere soggettivamente esente da rumore, distorsione ed altri difetti. La moderna tecnica digitale consente la registrazione e la riproduzione di segnali con gamma dinamica di oltre 90 decibel coprendo nel contempo tutto lo spettro dell'udibile, convenzionalmente individuato tra i 20 Hz ed i 20 kHz, anche se tale copertura è nella realtà più limitata per quasi tutti gli individui, anche in relazione all'età.

## Le aziende
Negli anni molte furono le aziende che si dedicarono al settore dell'alta fedeltà, sia case "generaliste" del settore elettronica di consumo, sia aziende di nicchia specialistiche; per quanto riguarda la loro localizzazione, inizialmente la produzione di qualità era concentrata negli Stati Uniti ed in Giappone, in seguito anche in Italia, Germania, Gran Bretagna e Svizzera. Negli ultimi anni, come prevedibile, si è affermata anche una massiccia produzione cinese, coreana ecc., non sempre di alto livello.
Nel caso di aziende più specializzate, non sporadici sono stati i casi di ditte che, dopo il boom degli anni settanta e ottanta, si ritrovarono con problemi economici che ne causarono la chiusura: tra queste, la laziale ESB (diffusori) e un'altra italiana, la Galactron, chiusa nel 1984 dopo essersi fatta apprezzare anche all'estero per la costruzione di preamplificatori e amplificatori di potenza. Particolare invece è il caso dell'azienda danese Bang & Olufsen che continua a produrre apparecchiature che mettono in risalto soprattutto gli aspetti legati ad un raffinato design.
Al massimo livello di qualità, ovvero posizionati nella fascia Hi-end si pongono costruttori presenti soprattutto nelle realtà economiche e industriali più avanzate ma che di rado assumono dimensioni produttive propriamente industriali, e che il più delle volte si caratterizzano per dimensioni, organizzazione produttiva e per le forme di distribuzione, come prodotti di alto e talvolta altissimo artigianato.

## Autocostruzione etweaking
Notevole rilevanza ha avuto negli anni la pratica di autocostruzione talvolta sfociata in attività artigianali o industriali. È diffusa anche la pratica del tweaking che consiste nel modificare apparecchiature di produzione industriale al fine di migliorarne le caratteristiche di alta fedeltà. Da questo punto di vista, un ruolo importante in Italia l'hanno le riviste Costruire HI-FI ed HI-FIGUIDE. Quest'ultima in particolare si è distinta per una serie di esperimenti, in particolare sui problemi generati dalle vibrazioni sulle elettroniche e diffusori, nonché su diversi progetti di cavi, molto apprezzati dagli autocostruttori.